# Lionel Astruc
Pour les articles homonymes, voir Astruc.
Lionel Astruc, né le 14 avril 1974 à Tassin-la-Demi-Lune (Rhône), est écrivain, journaliste et  photographe documentaire français. Son travail s'articule autour des thématiques écologiques, sociales et humanitaires. Il a écrit dix-neuf ouvrages.

## Biographie
Diplômé de Science Po Grenoble, Lionel Astruc a réalisé, jusqu’en 2010, des reportages (textes et photographies) publiés dans une première série de livres remontant notamment des filières alimentaires et textiles dans les pays en développement. Ces enquêtes également publiées dans la presse (Libération, L’Express, La Vie…) portent sur les conditions de travail, et les atteintes à l'environnement.
De 2011 à 2015 il consacre plusieurs essais aux alternatives écologiques et sociales : un premier livre porte sur la transformation du modèle agricole, un second sur les initiatives pionnières dans les secteurs de la finance, de l’industrie, de l’énergie et un troisième est dédié au mouvement des Villes en Transition, co-écrit avec Rob Hopkins.
Auteur d’une biographie de Vandana Shiva puis d’un ouvrage d’entretiens avec  cette militante indienne  lauréate du Prix Goldman pour l’environnement, Lionel Astruc découvre lors d’un séjour à ses côtés une opération d’expropriation des populations tribales. Cette affaire est l’objet de son enquête « Traque verte » publiée en 2017. Ce livre documente le conflit armé autour des matières premières en Inde dans l’État du Chhattisgarh. L’une des nombreuses victimes est un journaliste indien dont l’assassinat est au coeur de cet ouvrage d’investigation. 
En 2019 Lionel Astruc a réalisé le premier livre enquête francophone, dévoilant les pratiques de la Fondation Bill et Melinda Gates. Les éléments d'information ont été repris par de nombreux médias dont la cellule d'investigation de Radio France (sur France Inter), Mediapart, Le Monde, Al Jazeera, TV5 Monde, France 24, Le Point ou encore Télérama.
Cette même année les Rencontres de la photographie d’Arles (50ème édition) exposent ses travaux sur les conditions de vie d’une communauté de cultivateurs de café au Mexique dans les forêts montagneuses de l’Oaxaca. Les photographies de cette exposition intitulée « Un toit, un travail, une terre » sont aussi publiées dans le livre de Frans Van Der Hoff « La voie paysanne » dans lequel il raconte la révolte de ces petits producteurs. Les reportages de Lionel Astruc ont également été exposés à Paris, Berlin, New York et Islamabad.
En 2023 Lionel Astruc publie « Les sept cabanes ». Ce récit inspiré d’une histoire vraie retrace l’épopée activiste d’une communauté auto-gérée, à travers les États-Unis, le Mexique, l’Europe et la France. 
Parallèlement à son travail d’écriture, il a notamment dirigé la Fondation du Groupe Ekibio.

## Ouvrages

### Essais et romans
- Vandana Shiva, victoires d'une Indienne contre le pillage de la biodiversité, Mens, éditions Terre Vivante, 2011, 190 p. (ISBN 978-2-36098-043-7)Préface de José Bové.
- avec Cécile Cros (préf. Rob Hopkins), Manger local, s'approvisionner et produire ensemble, Arles, éditions Actes Sud, 2011, 212 p. (ISBN 978-2-7427-9893-3)
- (R)évolutions, pour une politique en actes, Arles, éditions Actes sud, 2012, 290 p. (ISBN 978-2-330-00205-3)Préface de Patrick Viveret et postface de Pierre Rabhi.
- Vandana Shiva pour une désobéissance créatrice, Arles/Paris, Actes Sud, 2014, 190 p. (ISBN 978-2-330-03668-3)Préface de Olivier De Schutter, Éditions Babel no 1762, août 2021.
- Rob Hopkins, le pouvoir d’agir ensemble, ici et maintenant, Arles/Paris, Actes Sud, 2015, 151 p. (ISBN 978-2-330-05685-8)
- Traque verte. Les dernières heures d’un journaliste en Inde, Arles, Actes Sud, 2017, 157 p. (ISBN 978-2-330-07812-6)Postface de Vandana Shiva.
- Le cercle vertueux. Réconcilier environnement solidarité et économie, Arles/Paris, Actes Sud, 2018, 125 p. (ISBN 978-2-330-09078-4)avec Nicolas Hulot et Vandana Shiva.
- L'art de la fausse générosité. La fondation Bill et Melinda Gates, Arles, Actes Sud, 2019, 123 p. (ISBN 978-2-330-11877-8)Postface de Vandana Shiva, Éditions Babel no 1833, août 2022.
- Les sept cabanes, Arles, Actes Sud, 2023, 220 p.  (ISBN 978-2-330-18295-3).

### Livres de photographie
- Voyage en terre durable : un tour du monde des alternatives équitables et écologiques, Grenoble, éditions Glénat, 2007, 142 p. (ISBN 978-2-7234-5976-1)
- Voyages aux sources de la mode éthique, Paris, éditions Ulmer, 2009, 143 p. (ISBN 978-2-84138-441-9)
- Écotourisme, voyages écologiques et équitables, éditions Glénat, 2009 (ISBN 978-2-7234-6258-7 et 2-7234-6258-7)
- Aux sources de l'alimentation durable, nourrir la planète sans la détruire, Grenoble, éditions Glénat, 2010, 142 p. (ISBN 978-2-7234-6836-7)

### Guides et ouvrages pratiques
- Poissons sauvages, poissons d’élevage, éditions du Rouergue, 2003 (ISBN 978-2-84156-514-6)
- Corse, Lonely Planet, 2003,  (ISBN 978-2840702641)
- Guadeloupe et Dominique, Lonely Planet, 2006  (ISBN 978-2840705338)
- Martinique, Dominique et Sainte Lucie, Lonely Planet, 2006,  (ISBN 978-2840705345)
- Déco bio et éco-design : revêtements de sols et de murs, meubles, sains, design et écologiques, Paris, éditions Ulmer, 2008, 144 p. (ISBN 978-2-84138-353-5)
- 1000 façons de consommer responsable (coauteur sous la direction de Yann Arthus-Bertrand.), Paris, éditions La Martinière, 2008, 303 p. (ISBN 978-2-7324-3660-9)
- La Vie en vert (coauteur sous la direction d'Élisabeth Laville.), éditions Pearson, 2008 (ISBN 978-2-7440-6339-8 et 2-7440-6339-8)
- Échappées vertes , 30 propositions de vacances écologiques en France, Mens, éditions Terre Vivante, 2009, 157 p. (ISBN 978-2-914717-56-4)
- Conseils et astuces pour vivre écologique : un guide pratique pour préserver sa santé et protéger la planète (coauteur), Paris, éditions Que Choisir, 2010, 367 p. (ISBN 978-2-9534827-2-0)

### Traductions
En anglais
- The transition starts here, now and together. (Actes Sud, 2017) with Rob Hopkins  (ISBN 978-2-330-08125-6)
- Vandana Shiva creative civil disobedience (Actes Sud, 2017)  (ISBN 978-2-330-08136-2)

En italien
- L'ecologia di ogni giorno  (Emisferi, 2016) con Rob Hopkins  (ISBN 978-88-307-2347-4)
- La terra ha i suoi diritti (Emisferi, 2016) con Vandana Shiva  (ISBN 978-88-307-2358-0)

En espagnol
- Vandana Shiva Las victorias de una india contra el expolio de la biodiversidad (La fertilidad de la tierra, 2012)  (ISBN 978-84-938289-8-1)

En allemand
- Eine Andere Welt ist möglich, Aufforderung zum zivilen ungehorsam, mit Vandana Shiva (Oekom 2019)  (ISBN 978-39-623-8134-9)

En chinois
- Vandana Shiva pour une désobéissance créatrice (General Books of Green development, 2021)  (ISBN 978-7-5190-4380-3)

En coréen
- L'art de la fausse générosité, la fondation Bill et Melinda Gates (éditions Soso Ltd, 2021)  (ISBN 978-7-5190-4380-3)

### Sur quelques ouvrages

#### Traque verte
Ce « roman d'investigation », qui a notamment reçu le Prix littéraire Entre chien et loup raconte « les dernières heures d'un journaliste en Inde », le jeune reporter Hem Chandra Pandey, assassiné en 2010, à 32 ans, en reportage sur les expropriations subies par les Adivasis, lors de l'Operation Green Hunt (depuis 2009), dans le Corridor rouge naxalite (Inde), particulièrement dans l'État de Chhattisgarh. La traque visait ce journaliste comme permettant l'accès à Cherukuri Rajkumar (en) Azad, abattu avec lui, porte-parole des revendications de ces paysans pauvres, aborigènes, en lutte.

### Expositions photographiques
- 2009 : Ethical Fashion Show, Paris, France
- 2009 : Ethical Fashion Show, The Train, New York, États-Unis
- 2009 : The Key to, Sitz Berlin, Berlin, Allemagne
- 2019 : Un toit, un travail, une terre, Rencontres photographiques d'Arles, France[22]
- 2019 : Un toit, un travail, une terre, Festival du livre, Mouans Sartoux, France[32]
- 2024 : Les oubliés climatiques, Alliance Française, Islamabad, Pakistan[25]